# پیرس برازنان
پیرس برندن برازنان (انگلیسی: Pierce Brendan Brosnan؛ ‎/ˈbrɒsnən/‎؛ زادهٔ ۱۶ مه ۱۹۵۳) بازیگر و تهیه‌کننده فیلم ایرلندی است. او بیشتر به عنوان پنجمین بازیگر نقش مأمور مخفی جیمز باند در مجموعه‌فیلم جیمز باند شناخته می‌شود و در چهار فیلم از سال ۱۹۹۵ تا ۲۰۰۲ (گولدن‌آی، فردا هرگز نمی‌میرد، دنیا کافی نیست و روزی دیگر بمیر) و در چندین بازی ویدئویی مرتبط با این فرنچایز نقش‌آفرینی کرد.
پس از ترک مدرسه در سن ۱۶ سالگی، برازنان آموزش تصویرسازی تجاری را آغاز کرد و به مدت سه سال در مرکز درام در لندن حضور یافت. پس از بازیگری روی صحنه، او در سریال تلویزیونی رمینگتون استیل (۱۹۸۲–۱۹۸۷) به محبوبیت رسید. پس از پایان سریال، برازنان در فیلم‌هایی مانند فیلم جاسوسی جنگ سرد پروتکل چهارم (۱۹۸۷) و کمدی خانم داوت‌فایر (۱۹۹۳) ظاهر شد. او پس از به‌دست‌آوردن شهرت جهانی برای بازی در نقش جیمز باند، در دیگر فیلم‌های برجسته از جمله فیلم حماسی قله دانته (۱۹۹۷) و بازسازی حادثه توماس کراون (۱۹۹۹) نقش‌آفرینی کرد. از زمان ترک نقش باند، او در فیلم‌هایی مانند کمدی موزیکال ماما میا! (۲۰۰۸)، فیلم دلهره‌آور سیاسی سایه‌نویس (۲۰۱۰)، فیلم اکشن فانتزی پرسی جکسون و المپ‌نشینان: دزد آذرخش (۲۰۱۰)، فیلم اکشن جاسوسی دلهره‌آور مرد نوامبر (۲۰۱۴) و دنباله ماما میا! دوباره شروع کنیم (۲۰۱۸) ظاهر شد. در سال ۲۰۲۲، برازنان نقش کنت نلسون / دکتر فیت را در فیلم بلک ادم از دنیای توسعه‌یافته دی‌سی ایفا کرد.
برازنان دو نامزدی جایزه گلدن گلوب را برای مینی‌سریال نانسی آستور (۱۹۸۲) و برای فیلم کمدی سیاه گاوباز (۲۰۰۵) دریافت کرده‌است. او در سال ۱۹۹۶، همراه با تهیه‌کننده فیلم آمریکایی بیو سنت کلر، یک شرکت تولیدی مستقر در لس آنجلس به نام «آیریش دریم تایم» را تشکیل داد. او همچنین به دلیل فعالیت‌های خیریه و زیست‌محیطی‌اش شناخته شده‌است. برازنان در سال ۱۹۹۷ یک ستاره در پیاده‌روی مشاهیر هالیوود برای کمک‌هایش به صنعت فیلم دریافت کرد. در سال ۲۰۲۰، او در فهرست برترین بازیگران سینمای آیریش تایمز در رتبه ۱۵ قرار گرفت.

## اوایل زندگی
برازنان در ۱۶ مه ۱۹۵۳ در دراهیدا، کانتی لوث، تنها فرزند می (با نام خانوادگی اسمیت) و توماس برازنان، یک نجار، به دنیا آمد. او هم‌نامِ پدربزرگش، پیرس برازنان، است که به نوبهٔ خود از نام خانوادگی والدینش، جان برازنان و مارگارت پیرس، نامگذاری شده‌است. او به مدت ۱۲ سال در ناوان، شهرستان میث زندگی کرد و در سال ۱۹۹۹ گفت که آنجا را زادگاه خود می‌داند. پدرش وقتی برازنان یک نوزاد بود خانواده را ترک کرد. مادرش در چهار سالگی به لندن رفت تا به‌عنوان پرستار کار کند. از آن زمان به بعد، او تا حد زیادی توسط پدربزرگ و مادربزرگ مادری خود، فیلیپ و کاتلین اسمیت بزرگ شد. پس از مرگ آن‌ها، او با خاله و سپس با دایی‌اش زندگی کرد، اما پس از آن به خانه‌ای فرستاده شد که توسط زنی به نام آیلین اداره می‌شد. او بعداً گفت: «در دوران کودکی نسبتاً تنها بودم. من هرگز پدرم را نشناختم [چون] وقتی من نوزاد بودم ما را ترک کرد [...] مادرم [به‌دلیل] کاتولیک ایرلندی بودن در دهه ۱۹۵۰، و داشتن ازدواجی ناموجود و همسری که آنجا نبود [...] بسیار رنج برد [او] بسیار شجاع بود و گام‌های جسورانه‌ای برداشت تا در انگلستان پرستار شود. اساساً می‌خواهم زندگی بهتری برای او و خودم داشته‌باشم. مادرم سالی یک‌بار، سالی دو بار به خانه می‌آمد.»
برازنان در یک خانواده کاتولیک بزرگ شد، و در یک مدرسه محلی که توسط برادران د لا ساله اداره می‌شد تحصیل کرد و در همان زمان به‌عنوان «پسر محراب» خدمت کرد. او ایرلند را در ۱۲ اوت ۱۹۶۴ ترک کرد و به اسکاتلند رفت تا با مادرش و همسر جدید او، ویلیام کارمایکل، در خانه‌شان در لانگنیدری متحد شود. کارمایکل، برازنان را برای نخستین بار در سن ۱۱ سالگی برای دیدن یک فیلم جیمز باند (گلدفینگر) برد. آنها بعداً به لندن بازگشتند، جایی که برازنان در مدرسه الیوت در پاتنی، که اکنون به نام «آکادمی آرک پاتنی» شناخته می‌شود، تحصیل کرد. او هنگام بحث در مورد انتقال خود از ایرلند به انگلیس، گفت: «وقتی به‌عنوان یک پسربچهٔ ایرلندی ۱۰ ساله به یک شهر بسیار بزرگ مانند لندن می‌روید، زندگی‌تان ناگهان بسیار سریع‌تر پیش می‌رود [...] این به شما حس ایرلندی‌بودن‌تان را می‌دهد. بریتانیایی‌ها روش فوق‌العاده‌ای برای انجام این کار دارند، و من احساس عمیق خاصی از خارجی‌بودن داشتم.» نام مستعار او در مدرسه «ایرلندی» بود.
پس از ترک مدرسه در ۱۶ سالگی، برازنان تصمیم گرفت نقاش شود و آموزش تصویرسازی تجاری را در مدرسه هنر سنت مارتین در لندن آغاز کرد. او هنگام شرکت در تمرینی در یک کارگاه در اوال‌هاوس، یک آتش‌خوار را دید که به مردم یاد می‌داد چگونه آتش بخورند و تصمیم گرفت به آن بپیوندد. او بعداً به مدت سه سال به عنوان بازیگر در مرکز درام لندن آموزش دید. او در تشریح احساس بازیگرشدن و تأثیری که در زندگی‌اش داشت، گفت: «زمانی که بازیگری را کشف کردم، یا وقتی بازیگری مرا کشف کرد، برایم یک رهایی بود. این مانند پله‌ای به زندگی دیگری بود، دور از زندگی‌ای که داشتم، و بازیگری چیزی بود که در آن خوب بودم، چیزی که مورد قدردانی قرار گرفت. این رضایتی بزرگ در زندگی من بود.»

## زندگی حرفه‌ای

### آغاز کار
برازنان که در سال ۱۹۷۵ از مرکز درام فارغ‌التحصیل شد، به عنوان دستیار بازیگری مدیر صحنه در تئاتر سلطنتی یورک شروع به کار کرد و نخستین نقش بازیگری خود را در تا تاریکی صبر کن انجام داد. در عرض شش ماه، نمایشنامه‌نویس تنسی ویلیامز او را برای بازی در نقش مک‌کیب در اولین نمایش بریتانیایی از علامت رد دویل بتری (با نام «پیرس برازمن») انتخاب کرد. اجرای او در لندن سر و صدایی به پا کرد و برازنان هنوز هم تلگرامی ارسالی از ویلیامز را دارد که در آن نوشته شده‌است: «از خدا بخاطر تو سپاسگذارم، پسر عزیزم». در سال ۱۹۷۷، فرانکو زفیرلی او را برای حضور در نمایشنامه فیلومنا اثر ادواردو د فیلیپو در کنار جوآن پلورایت و فرانک فینلی انتخاب کرد.
برازنان کار خود را با حضور کوتاه در فیلم‌هایی مانند جمعه خوب طولانی (۱۹۸۰) و آینه ترک برداشته (۱۹۸۰) و همچنین نقش‌های تلویزیونی اولیه در حرفه‌ای‌ها و نمایش امروز ادامه داد. او با بازی در مینی‌سریال محبوب عمارت‌های آمریکا به یک ستاره تلویزیونی در ایالات متحده تبدیل شد. او این کار را در سال ۱۹۸۲ با مینی‌سریال ۹ قسمتی بی‌بی‌سی نانسی آستور دنبال کرد که زندگی لیدی آستور، اولین زنی که در پارلمان بریتانیا نشسته بود را به نمایش گذاشت. بازی او در نقش رابرت گولد شاو دوم، نامزدی جایزه گلدن گلوب را در سال ۱۹۸۵ برای بهترین بازیگر نقش مکمل مرد به ارمغان آورد.
در سال ۱۹۸۲، برازنان به کالیفرنیای جنوبی نقل مکان کرد و با بازی در نقش اصلی سریال پلیسی کمدی-رمانتیک رمینگتون استیل از ان‌بی‌سی، محبوبیت خود را در ایالات متحده افزایش داد. واشینگتن پست در همان سال خاطرنشان کرد که برازنان «می‌تواند به عنوان یک جیمز باند جوان به موفقیت برسد.» پس از پایان کار در رمینگتون استیل در سال ۱۹۸۷، برازنان در چندین فیلم ظاهر شد، از جمله پروتکل چهارم (۱۹۸۷)، فیلم دلهره‌آور فریبکاران در مورد جنگ سرد که در آن در کنار مایکل کین ظاهر شد، و مینی‌سریال خانه نجیب (۱۹۸۸) اثر جیمز کلیول و مرد چمن‌زن (۱۹۹۲). در سال ۱۹۹۲، او در یک قسمت آزمایشی برای ان‌بی‌سی به نام «Running Wilde»، نقش یک خبرنگار مجله «Auto World» را با بازی جنیفر لاو هیویت در نقش دخترش ضبط کرد، اما این پایلوت هرگز پخش نشد. او در سال ۱۹۹۳ در فیلم کمدی خانم داوت‌فایر ظاهر شد. او همچنین در چندین فیلم تلویزیونی از جمله قربانی عشق (۱۹۹۱)، قطار مرگبار (۱۹۹۳) و نگهبان شب (۱۹۹۵) یک فیلم جاسوسی در هنگ‌کنگ ظاهر شد. در سال ۲۰۰۳، برازنان جایزه یک عمر دستاورد را از آکادمی فیلم و تلویزیون ایرلند را به خاطر مشارکتش به فیلم ایرلند دریافت کرد.

### جیمز باند

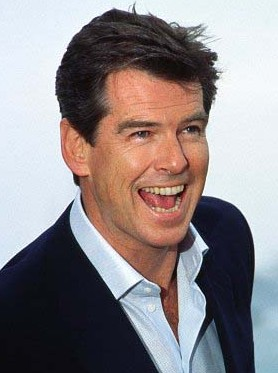
برازنان در جشنواره فیلم کن ۲۰۰۲

برازنان برای اولین بار با تهیه‌کننده فیلم جیمز باند آلبرت آر. براکلی، در صحنه‌های فیلم «فقط به خاطر چشمان تو ملاقات کرد، زیرا همسر اولش، کاساندرا هریس، به عنوان کنتس لیسل فون شلاف، معشوقه میلوس کلمبو انتخاب شده بود. بروکلی گفت: «اگر او بتواند خوب بازی کند [...] انتخابم خواهد بود» تا نقش باند را از راجر مور به ارث ببرد. هر دو انترتینتمت تونایت و نشنال اینکوایر گزارش داده بودند که برازنان قرار است نقش دیگری از مور را به ارث ببرد، یعنی نقش سیمون تمپلار در سینت. برازنان در ژوئیه ۱۹۹۳ این شایعات را تکذیب کرد، اما افزود: «این ایده هنوز روی میز یک نفر در هالیوود در حال فروپاشی است.»
برازنان برای سه فیلم باند با گزینه چهارم قرارداد امضا کرد. نخستین فیلم، گولدن‌آی در سال ۱۹۹۵، ۳۵۰ میلیون دلار در سرتاسر جهان فروش داشت، چهارمین فیلم پرفروش سال ۱۹۹۵، که آن را با توجه به تورم، به موفق‌ترین فیلم باند از زمان مونریکر تبدیل کرد. این فیلم امتیاز ۷۸٪ مثبت را از راتن تومیتوز، و ۶۵٪ از متاکریتیک کسب کرد. در شیکاگو سان تایمز، راجر ایبرت ۳ ستاره از ۴ را به فیلم داد و گفت که نسخهٔ جیمز باند برازنان «به نوعی حساس‌تر، آسیب‌پذیرتر و از نظر روانی کامل‌تر» از نسخه‌های فیلم‌های قبلی است و همچنین دربارهٔ «از دست‌دادن معصومیت» باند نسبت فیلم‌های قبلی اظهار نظر کرد. جیمز براردینلی برازنان را به عنوان «پیشرفتی قطعی نسبت به سلف بلافصل خود» با «اشتیاق شوخ‌طبعی همراه با جذابیت طبیعی او» توصیف کرد.
در سال ۱۹۹۶، برازنان یک شرکت تولید فیلم به نام «آیریش دریم تایم» را به همراه شریک سازنده و دوست قدیمی‌اش بیو سنت کلر تشکیل داد. برازنان و سنت کلر نخستین محصول ایرلندی دریم تایم را با عنوان برادرزاده در سال ۱۹۹۸ منتشر کردند. یک سال بعد، دومین پروژه استودیویی این شرکت به نام حادثه توماس کراون منتشر شد و با موفقیت گیشه و پاسخ مثبت منتقدان مواجه شد.
برازنان در سال ۱۹۹۷ با فردا هرگز نمی‌میرد و در سال ۱۹۹۹ با دنیا کافی نیست به نقش جیمز باند بازگشت که با موفقیت روبرو شد. در سال ۲۰۰۲، برازنان برای چهارمین بار در نقش باند در فیلم روزی دیگر بمیر ظاهر شد و نقدهای متفاوتی را دریافت کرد که مشابه دو مورد قبلی بود، اما در گیشه موفق بود. خود برازنان متعاقباً از بسیاری از جنبه‌های چهارمین فیلم باند خود انتقاد کرد. او در حین ارتقاء به این موضوع اشاره کرد که دوست دارد نقش خود را در نقش جیمز باند ادامه دهد: «حتماً می‌خواهم کار دیگری انجام دهم. شان کانری شش اثر داشت. شش همان عددی است، که پس از آن هرگز برنمی‌گردید.» برازنان از ایون پروداکشنز درخواست کرد که در هنگام پذیرفتن این نقش، اجازه داشته باشد در پروژه‌های دیگر بین فیلم‌های باند کار کند. این درخواست پذیرفته شد، و برای هر فیلم باند، برازنان حداقل در دو فیلم اصلی دیگر، از جمله چندین فیلم که او تهیه کرده بود، ظاهر شد، با ایفای طیف گسترده‌ای از نقش‌ها، از یک دانشمند در مریخ حمله می‌کند! از تیم برتون تا نقش اصلی در جغد خاکستری که زندگی آرچیبالد استنسفلد بلانی، یکی از اولین حافظان محیط زیست کانادا را مستند می‌کند.
مدت کوتاهی پس از انتشار فیلم روزی دیگر بمیر، رسانه‌ها شروع به این سؤال کردند که آیا برازنان این نقش را برای پنجمین بار بازی خواهد کرد یا خیر. در آن زمان برازنان به تولد ۵۰ سالگی خود نزدیک می‌شد. برازنان به خاطر داشت که هم طرفداران و هم منتقدان تا سن ۵۷ سالگی از بازی راجر مور در این نقش بسیار ناراضی بودند، اما او برای قسمت پنجم از حمایت عمومی هم از سوی منتقدان و هم از طرفداران فرنچایز برخوردار بود. به همین دلیل، او همچنان مشتاق اجرای مجدد نقش خود بود. در اکتبر ۲۰۰۴، برازنان گفت که خود را از این نقش کنار گذاشته شده‌است. اگرچه بارها شایعه شده بود که هنوز برای بازی در نقش «۰۰۷» تلاش می‌کند، او چندین بار آن را تکذیب کرده بود و در فوریه ۲۰۰۵ در وب‌سایت رسمی خود پست کرد که این نقش را کنار گذاشته‌است. دنیل کریگ این نقش را در ۱۴ اکتبر ۲۰۰۵ بر عهده گرفت. در مصاحبه‌ای با گلوب اند میل از برازنان پرسیده شد که نظر او دربارهٔ کریگ به عنوان جیمز باند جدید چیست؟ او پاسخ داد: «من مثل همه مشتاقانه منتظر آن هستم. دنیل کریگ بازیگر بزرگی است و قرار است کار فوق‌العاده‌ای انجام دهد.» او در مصاحبه‌ای با اینترنشنال هرالد تریبون این حمایت را مجدداً تأیید کرد و اظهار داشت که «[کریگ] در راه تبدیل‌شدن به یک جیمز باند به‌یادماندنی است.» برازنان بعداً گفت که در پایان دوره تصدی خود صدمه دیده‌است.
برازنان در دوران تصدی خود در فیلم‌های جیمز باند، در بازی‌های ویدیویی جیمز باند نیز شرکت داشت. در سال ۲۰۰۲، برازنان به عنوان چهره باند در بازی ویدیویی جیمز باند ۰۰۷: شب جهنمی (با صدای مکسول کالفیلد) استفاده شد. در سال ۲۰۰۴، برازنان در بازی، جیمز باند ۰۰۷: همه‌چیز یا هیچ‌چیز ، نقش‌آفرینی کرد و قراردادی را برای استفاده از شباهت فیزیکی او و همچنین صداپیشگی برای این شخصیت بست. او همچنین همراه با جیمی لی کرتیس و جفری راش در خیاط پاناما در سال ۲۰۰۱ بازی کرد و همچنین صداپیشه نقش یک ماشین را در قسمت اول از فصل سیزدهم سیمپسون‌ها انجام داد.

### پس از جیمز باند
نخستین نقش برازنان پس از جیمز باند، نقش دانیل رافرتی در سال ۲۰۰۴ در قوانین جذابیت بود. گرت مورفی، از entertainment.ie، اجرای برازنان را «به‌طور شگفت‌آوری مؤثر» توصیف کرد، که «به آرامی شخصیت جیمز باند او را از بین می‌برد و او را با یک انرژی خشمگین تکمیل می‌کند». در همان سال برازنان در فیلم پس از غروب در کنار سلما هایک و وودی هرلسون بازی کرد. این فیلم به‌طور کلی نقدهای منفی دریافت کرد و در گیشه شکست خورد. فیلم بعدی برازنان، گاوباز محصول ۲۰۰۵ بود. او در نقش جولیان نوبل، یک قاتل خسته و عصبی که با یک فروشنده دوره‌گرد (گاوباز (فیلم)) در یک بار مکزیکی ملاقات می‌کند، بازی کرد. این فیلم به‌طور کلی نقدهای مثبتی را به همراه داشت. راجر ایبرت برای شیکاگو سان-تایمز عملکرد برازنان را بهترین عملکرد دوران حرفه‌ای او خواند. برازنان نامزد دریافت جایزه گلدن گلوب بهترین بازیگر مرد در فیلم موزیکال یا کمدی شد، که به واکین فینیکس برای سربه‌راه باش رسید. در سال ۲۰۰۶، برازنان فیلم‌های رسمی جام جهانی فوتبال را به کارگردانی مایکل آپتد روایت کرد.
در سال ۲۰۰۷، برازنان در فیلم سرافیم فالز در کنار همکار ایرلندی لیام نیسون ظاهر شد. این فیلم در ۲۶ ژانویه ۲۰۰۷ برای نمایش‌های محدود اکران شد و بازخورد متوسطی داشت. کوین کراست از لس آنجلس تایمز خاطرنشان کرد که برازنان و نیسون «دشمنان خوبی هستند». در همان سال، برازنان از ساخت یک وسترن با بازیگران دیگر ایرلندی، گابریل بیرن و کالم مینی صحبت کرد. در همان سال برازنان در نقش تام رایان در پروانه‌ای روی چرخ بازی کرد.

## فعالیت‌های خیریه

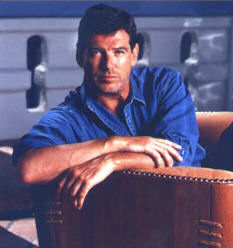
برازنان در دورانی که سخنگوی محیط زیست پاسیفیک گرین در اواخر دهه ۱۹۹۰ بود

برازنان از سال ۲۰۰۱ سفیر یونیسف ایرلند بوده‌است و اعلامیه ویژه‌ای را به مناسبت راه اندازی کمپین یونیسف با لیام نیسون «اتحاد با کودکان، اتحاد در برابر ایدز» ثبت کرده‌است. برازنان در انتخابات ریاست جمهوری سال ۲۰۰۴ از جان کری حمایت کرد و از حامیان جدی ازدواج همجنس‌گرایان است.
برازنان نخستین بار در سال ۱۹۶۲ در سن ۹ سالگی از مسابقه تسلیحات هسته‌ای آگاه شد، زمانی که محکومیت جهانی آزمایش هسته‌ای ایالات متحده در سایت آزمایش نوادا به تیتر اخبار بین‌المللی تبدیل شد. در طول دهه ۱۹۹۰، او در کنفرانس‌های خبری در واشینگتن، دی.سی. شرکت کرد تا به صلح سبز کمک کند تا توجه خود را به کمپین پایان‌دادن به آزمایش جنگ‌افزار هسته‌ای با یک پیمان منع جامع جلب کند. برازنان در حمایت از اعتراض صلح سبز علیه برنامه آزمایش هسته‌ای فرانسه، اولین نمایش فیلم گولدن‌آی در فرانسه را تحریم کرد.
از سال ۱۹۹۷ تا ۲۰۰۰، برازنان و همسرش اسمیت با شورای دفاع از منابع طبیعی و صندوق بین‌المللی رفاه حیوانات همکاری کردند تا از ساخت کارخانه نمک پیشنهادی در تالاب سن ایگناسیو جلوگیری کنند. این زوج به همراه هلی بری، سیندی کرافورد و داریل هانا با موفقیت با تأسیسات گاز طبیعی مایع در بندر کابریلو که در سواحل مالیبو پیشنهاد شده بود، مبارزه کردند. کمیسیون اراضی ایالتی سرانجام اجاره ساخت ترمینال را رد کرد. در مه ۲۰۰۷، فرماندار آرنولد شوارتزنگر این تأسیسات را وتو کرد.
در مه ۲۰۰۷، برازنان و اسمیت ۱۰۰٫۰۰۰ دلار برای کمک به جایگزینی زمین بازی در جزیره کائوآئی هاوایی، جایی که صاحب یک خانه هستند، اهدا کردند. در ۷ ژوئیه ۲۰۰۷، برازنان فیلمی را در لایو ایرث در لندن ارائه کرد. او همچنین یک تبلیغ تلویزیونی برای این هدف ضبط کرد.
برازنان همچنین به عنوان یکی از اعضای هیئت مشاوران انجمن حفاظت دریایی سی شپردز فهرست شده‌است. در سال ۲۰۰۴، او توسط «بنیاد سبک پایدار» به عنوان "خوشتیپ‌ترین طرفدار محیط زیست» انتخاب شد.

## فیلم‌شناسی

### فیلم
| سال  | عنوان                                  | نقش                            | یادداشت‌ها |
| ---- | -------------------------------------- | ------------------------------ | --- |
| ۱۹۸۰ | جمعه خوب طولانی                        | ایرلندی اول                    | |
| ۱۹۸۰ | آینه ترک برداشته                       | بازیگر نقش «جیمی»              | حضور افتخاری |
| ۱۹۸۶ | خانه‌به‌دوش‌ها                            | ژان چارلز پومیر                | |
| ۱۹۸۷ | تافین                                  | مارک تافین                     | |
| ۱۹۸۷ | پروتکل چهارم                           | والری پتروفسکی/جیمز ادوارد راس | |
| ۱۹۸۸ | فریب‌کاران                              | ویلیام ساویج                   | |
| ۱۹۹۰ | آقای جانسون                            | هری رودبک                      | |
| ۱۹۹۲ | مرد چمن‌زن                              | لارنس آنجلو                    | |
| ۱۹۹۲ | یک قدم تا جهنم                         | دنی اونیل                      | |
| ۱۹۹۳ | خانم داوت‌فایر                          | استوارت «استو» دانمایر         | |
| ۱۹۹۳ | گرفتار                                 | گاروان                         | |
| ۱۹۹۴ | رابطه عاشقانه                          | کن آلن                         | |
| ۱۹۹۵ | گولدن‌آی                                | جیمز باند                      | نامزد—جایزه ساترن برای بهترین بازیگر مرد نامزد—جایزه فیلم ام‌تی‌وی برای بهترین مبارزه (همراه با فامکه یانسن) |
| ۱۹۹۶ | مریخ حمله می‌کند!                       | پروفسور دونالد کسلر            | |
| ۱۹۹۶ | آینه دو چهره دارد                      | الکس                           | |
| ۱۹۹۷ | رابینسون کروزوئه                       | رابینسون کروزوئه               | |
| ۱۹۹۷ | قله دانته                              | هری دالتون                     | |
| ۱۹۹۷ | فردا هرگز نمی‌میرد                      | جیمز باند                      | جایزه ساترن برای بهترین بازیگر مرد نامزد—جوایز فیلم اروپا برای دستاورد برجسته اروپا در سینمای جهان |
| ۱۹۹۸ | جستجو برای کملوت                       | شاه آرتور                      | صدا |
| ۱۹۹۸ | برادرزاده                              | جو بردی                        | همچنین تهیه‌کننده |
| ۱۹۹۹ | جغد خاکستری                            | جغد خاکستری                    | |
| ۱۹۹۹ | مسابقه                                 | جان مک‌گی                       | همچنین تهیه‌کننده |
| ۱۹۹۹ | حادثه توماس کراون                      | توماس کراون                    | همچنین تهیه‌کننده |
| ۱۹۹۹ | دنیا کافی نیست                         | جیمز باند                      | جایزه امپایر برای بهترین بازیگر مرد نامزد—جایزه تمشک طلایی برای بدترین ترکیب صفحه نمایش (همراه با دنیس ریچاردز) |
| ۲۰۰۱ | خیاط پاناما                            | اندرو اوسنارد                  | |
| ۲۰۰۲ | روزی دیگر بمیر                         | جیمز باند                      | نامزد—جایزه ساترن برای بهترین بازیگر مرد |
| ۲۰۰۲ | اولین                                  | دزموند دویل                    | همچنین تهیه‌کننده |
| ۲۰۰۴ | پس از غروب                             | مکس بوردت                      | |
| ۲۰۰۴ | قوانین جذابیت                          | دنیل رافرتی                    | همچنین تهیه‌کننده اجرایی |
| ۲۰۰۵ | گاوباز                                 | جولیان نوبل                    | همچنین تهیه‌کننده نامزد—جایزه ساترن برای بهترین بازیگر مرد نامزد—جایزه گلدن گلوب بهترین بازیگر مرد – فیلم موزیکال یا کمدی نامزد—جایزه فیلم و تلویزیون ایرلندی برای بهترین بازیگر نقش اول مرد – فیلم نامزد—جایزه انجمن منتقدان فیلم سنت لوئیس برای بهترین بازیگر مرد |
| ۲۰۰۶ | سرافیم فالز                            | گیدئون                         | |
| ۲۰۰۷ | پروانه‌ای روی چرخ                       | تام رایان                      | همچنین شناخته‌شده به‌عنوان «Shattered» (آمریکا) و «Desperate Hours» (اروپا) همچنین تهیه‌کننده |
| ۲۰۰۷ | زندگی زناشویی                          | ریچارد لنگلی                   | |
| ۲۰۰۸ | ماما میا!                              | سام کارمایکل                   | جایزه ملی فیلم انگلیس برای بهترین عملکرد – مرد جایزه تمشک طلایی بدترین بازیگر مکمل مرد |
| ۲۰۰۸ | توماس و دوستان: کشف بزرگ               | راوی                           | دوبله بریتانیا/آمریکا؛ فیلم ویدیوئی |
| ۲۰۰۹ | بزرگ‌ترین                               | آلن برویر                      | همچنین تهیه‌کننده اجرایی |
| ۲۰۱۰ | سایه‌نویس                               | آدام لنگ                       | جایزه فیلم و تلویزیون ایرلندی برای بهترین بازیگر نقش مکمل مرد نامزد—جایزه حلقه منتقدان فیلم لندن برای بهترین بازیگر مرد سال بریتانیا نامزد—جایزه ستلایت برای بهترین بازیگر نقش مکمل مرد – فیلم سینمایی                                                             |
| ۲۰۱۰ | دزد آذرخش                              | کایرون                         | |
| ۲۰۱۰ | مرا به یاد داشته باش                   | چارلز هاوکینز                  | |
| ۲۰۱۰ | اقیانوس                                | راوی                           | راوی انگلیسی-زبان |
| ۲۰۱۱ | بلوار نجات                             | دن دی                          | |
| ۲۰۱۱ | من نمیدونم اون چجوری انجامش میده       | جک آبلهامر                     | |
| ۲۰۱۲ | آنچه ما نیاز داریم عشق است             | فیلیپ                          | عنوان اصلی دانمارکی: «Den Skaldede Frisør» |
| ۲۰۱۳ | ورلدز اند                              | گای شفارد                      | |
| ۲۰۱۴ | عشق پانچ                               | ریچارد جونز                    | |
| ۲۰۱۴ | مسیر طولانی سقوط                       | مارتین شارپ                    | |
| ۲۰۱۴ | مرد نوامبر                             | پیتر دورو                      | همچنین تهیه‌کننده اجرایی |
| ۲۰۱۵ | نوعی زیبایی                            | ریچارد هیگ                     | همچنین تهیه‌کننده |
| ۲۰۱۵ | بازمانده                               | ساعت‌ساز                        | |
| ۲۰۱۵ | گریزناپذیر                             | هاموند                         | |
| ۲۰۱۵ | یک ستاره کریسمس                        | آقای شپرد                      | |
| ۲۰۱۶ | اصرار                                  | دیمون اسلون/مرد                | |
| ۲۰۱۶ | آی تی                                  | مایک ریگان                     | همچنین تهیه‌کننده اجرایی |
| ۲۰۱۷ | تنها پسر زنده در نیویورک               | ایثن وب                        | |
| ۲۰۱۷ | بیگانه                                 | لیام هنسی                      | |
| ۲۰۱۸ | مرد چرخان                              | کاراگاه رابرت مالوی            | |
| ۲۰۱۸ | ماما میا! دوباره شروع کنیم             | سام کارمایکل                   | |
| ۲۰۱۸ | امتیاز نهایی                           | دیمیتری بلوف                   | |
| ۲۰۲۰ | مسابقه آواز یوروویژن: داستان حماسه آتش | اریک اریک‌سانگ                  | |
| ۲۰۲۱ | ریوردنس: ماجراجویی متحرک               | پاتریک / پدربزرگ               | صداپیشه |
| ۲۰۲۱ | ناجورها                                | ریچارد پیس                     | همچنین تهیه‌کننده اجرایی |
| ۲۰۲۱ | مثبت کاذب                              | دکتر جان هیندل                 | |
| ۲۰۲۱ | سیندرلا                                | پادشاه                         | |
| ۲۰۲۲ | دختر پادشاه                            | لوئی چهاردهم                   | فیلمبرداری در سال ۲۰۱۴ |
| ۲۰۲۲ | بلک ادم                                | کنت نلسون / دکتر فیت           | |
| ۲۰۲۳ | قانون شکنان                            | بیلی مک‌درموت                   | |
| ۲۰۲۳ | چارلی چابک                             | چارلی سوئیفت                   | |
| ۲۰۲۳ | آخرین تفنگدار                          | آرتی کرافورد                   | |
| ۲۰۲۴ | تثلیث نامقدس                           |                                | |
| ۲۰۲۵ | باشگاه قتل پنجشنبه                     |                                | |
| ۲۰۲۶ | صخره‌نورد                               |                                | |

### تلویزیون
| سال       | عنوان                                       | نقش                         | یادداشت‌ها                                               |
| --------- | ------------------------------------------- | --------------------------- | ------------------------------------------------------- |
| ۱۹۷۹      | سکته مورفی                                  | ادوارد او'گریدی             | فیلم تلویزیونی                                          |
| ۱۹۸۰      | خانه ترس همر                                | آخرین قربانی                | قسمت: «Carpathian Eagle»                                |
| ۱۹۸۰      | حرفه‌ای‌ها                                    | اپراتور نظارت               | قسمت: «Blood Sports»                                    |
| ۱۹۸۱      | عمارت‌های آمریکا                             | روری او'مانیون              | نقش اصلی – ۳ قسمت                                       |
| ۱۹۸۲      | نمایش امروز                                 | دنیس                        | قسمت: «The Silly Season»                                |
| ۱۹۸۲      | نانسی آستور                                 | رابرت گولد شاو              | ۴ قسمت                                                  |
| ۱۹۸۲–۱۹۸۷ | رمینگتون استیل                              | نام مستعار «رمینگتون استیل» | نقش اصلی – ۹۴ قسمت                                      |
| ۱۹۸۸      | خانه اشراف                                  | ایان دانروس                 | نقش اصلی – ۴ قسمت                                       |
| ۱۹۸۹      | دور دنیا در ۸۰ روز                          | فیلیس فاگ                   | نقش اصلی – ۳ قسمت                                       |
| ۱۹۸۹      | سرقت                                        | نیل اسکینر                  | فیلم تلویزیونی                                          |
| ۱۹۹۱      | قتل ۱۰۱                                     | چارلز لاتیمور               | فیلم تلویزیونی                                          |
| ۱۹۹۱      | قربانی عشق                                  | پل تاملینسون                | همچنین شناخته‌شده به‌عنوان «Raw Heat» فیلم تلویزیونی      |
| ۱۹۹۳      | قطار مرگبار                                 | مایکل «مایک» گراهام         | همچنین شناخته‌شده به‌عنوان «Detonator» فیلم تلویزیونی     |
| ۱۹۹۳      | زنجیره شکسته                                | سِر ویلیام جانسون            | فیلم تلویزیونی                                          |
| ۱۹۹۴      | با غریبه‌ها صحبت نکن                         | داگلاس پاتریک برودی         | فیلم تلویزیونی                                          |
| ۱۹۹۵      | نگهبان شب                                   | مایکل «مایک» گراهام         | فیلم تلویزیونی (همچنین شناخته‌شده به‌عنوان «Detonator 2») |
| ۲۰۰۱      | پخش زنده شنبه شب                            | خودش                        | قسمت: «پیرس برازنان/دستینیز چایلد»                      |
| ۲۰۰۱      | سیمپسون‌ها                                   | خودش (حضور افتخاری)         | صدا قسمت: «خانه درختی وحشت ۱۲»                          |
| ۲۰۱۱      | کیسه استخوان‌ها                              | مایک نونان                  | نقش اصلی – ۲ قسمت                                       |
| ۲۰۱۷–۲۰۱۹ | پسر                                         | الی مک کالو                 | نقش اصلی – ۲۰ قسمت                                      |
| ۲۰۱۸      | جایزه بریکترو                               | خودش (میزبان)               | برنامهٔ ویژه تلویزیونی                                   |
| ۲۰۲۳      | بزرگترین سرقت‌های تاریخ با بازی پیرس برازنان | خودش (مجری)                 | مستند؛ ۸ قسمت                                           |
| ۲۰۲۴      | تالار بزرگ لیلیان                           | تای مینارد                  | فیلم تلویزیونی                                          |
| ۲۰۲۵      | سرزمین اوباش                                | کنراد هریگان                | نقش اصلی                                                |

### بازی‌های ویدیوئی
| سال  | عنوان                           | نقش       | یادداشت‌ها                     |
| ---- | ------------------------------- | --------- | ----------------------------- |
| ۱۹۹۷ | گولدن‌آی ۰۰۷                     | جیمز باند | شباهت فیزیکی، تصاویر آرشیوشده |
| ۱۹۹۹ | فردا هرگز نمی‌میرد               | جیمز باند | شباهت فیزیکی، تصاویر آرشیوشده |
| ۲۰۰۰ | جهان کافی نیست (نینتندو ۶۴)     | جیمز باند | شباهت فیزیکی، تصاویر آرشیوشده |
| ۲۰۰۰ | جهان کافی نیست (پلی‌استیشن)      | جیمز باند | شباهت فیزیکی، تصاویر آرشیوشده |
| ۲۰۰۰ | مسابقه ۰۰۷                      | جیمز باند | شباهت فیزیکی، تصاویر آرشیوشده |
| ۲۰۰۲ | جیمز باند ۰۰۷: شب جهنمی         | جیمز باند | شباهت فیزیکی                  |
| ۲۰۰۴ | جیمز باند ۰۰۷: همه‌چیز یا هیچ‌چیز | جیمز باند | شباهت فیزیکی و صدا            |